# Marzocco

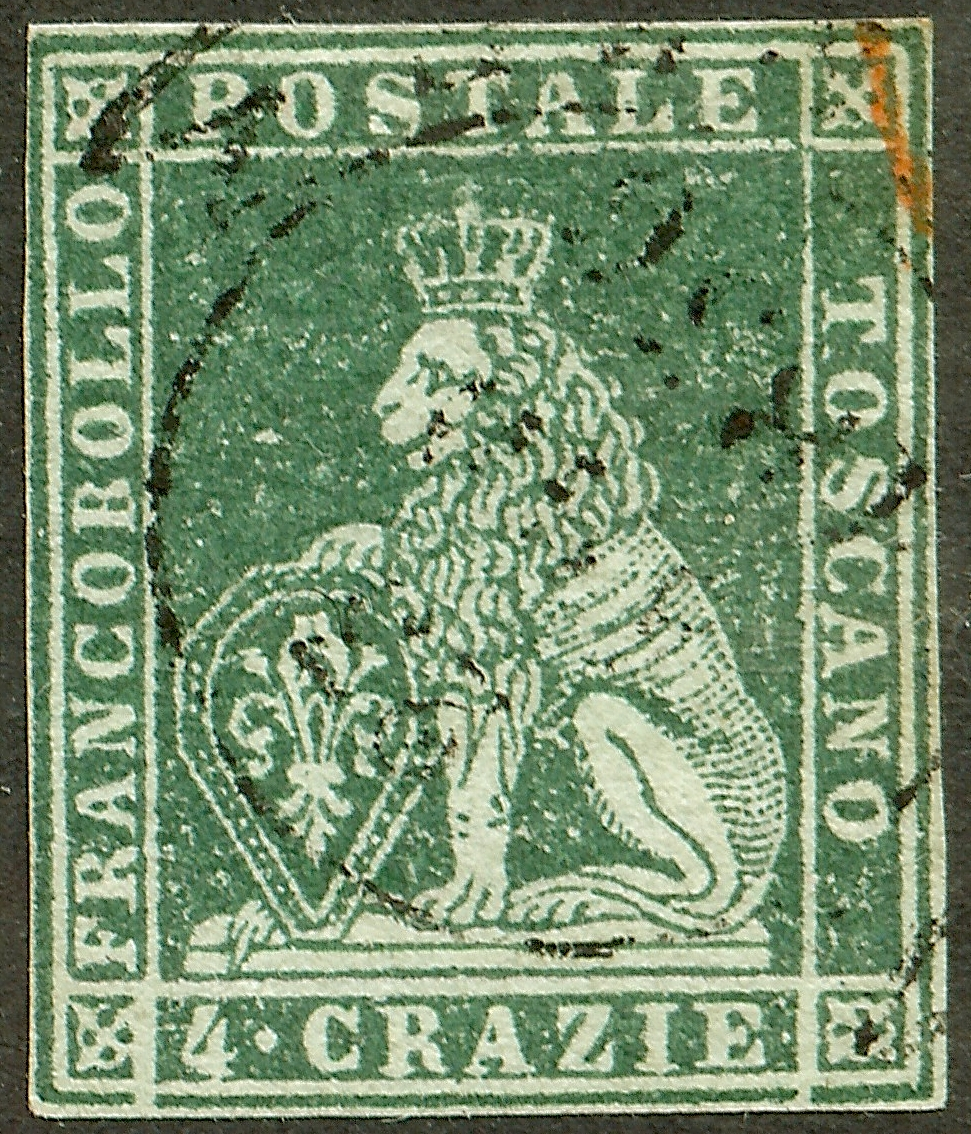
Marzocco sulla prima emissione filatelica del Granducato di Toscana (1851)

Nella Repubblica fiorentina il marzocco o marzucco era un leone simbolo del potere popolare. La tradizione dell'animale totemico nelle città italiane del medioevo era molto forte, specie in Italia settentrionale e centrale (L'Aquila, Pisa, Forlì e l'aquila; Lucca e la pantera; Pistoia e l'orsa; Arezzo e il cavallo; Siena e la lupa; Perugia, Genova e il grifone; Terni e il suo drago Thyrus; Brescia e la leonessa; Venezia e il leone, sia pure di san Marco). Tale identificazione si riflette in molti stemmi cittadini o in molte associazioni stemma e animale totemico; l'abitudine di mantenerne ed esporne esemplari (beninteso quando si trattasse di animali esistenti in natura) era considerato segno di potenza e ricchezza.

## Storia

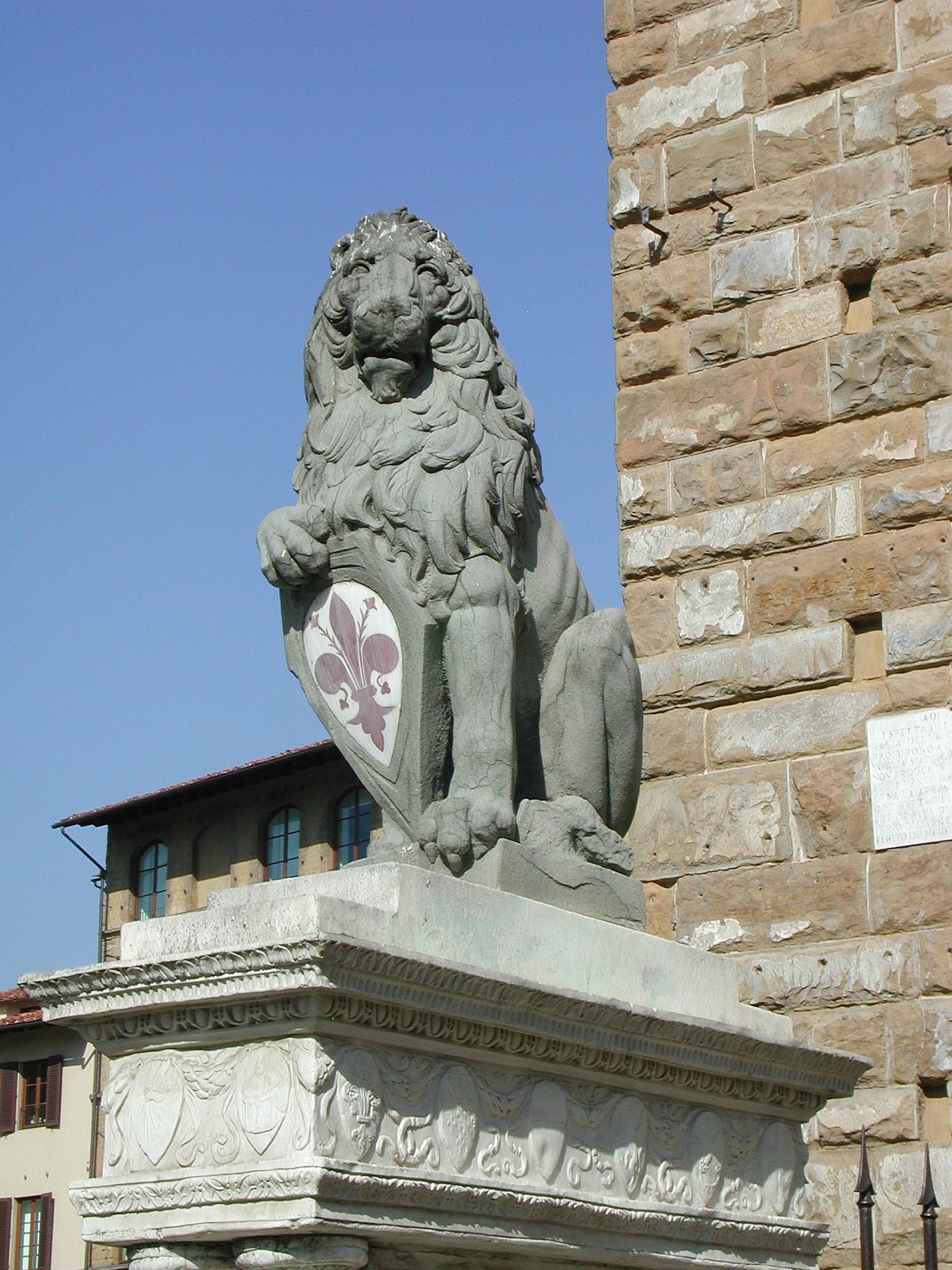
La copia del Marzocco di Donatello in piazza della Signoria

Il termine è di etimologia incerta, ma comunque da riferire al latino "martius” = di Marte. Un'altra delle spiegazioni avanzate è che marzocco sia la contrazione della parola Martocus, cioè piccolo Marte. La più celebre di queste raffigurazioni è senz'altro quella di Donatello. Più anticamente, come si può vedere nella banderuola di Palazzo Vecchio, il marzocco doveva essere rappresentato come rampante con un pennoncello con le armi di Firenze (Giglio Rosso in campo bianco)
Fra gli altri, Dante riporta la comune credenza che la città di Firenze fosse anticamente dedicata a Marte, e come esistesse una statua romana del Dio, già al foro, sistemata vicino al Ponte Vecchio, che venne travolta dalla piena del 1333. 
Nel Trecento, almeno fino alla peste nera, accanto a Palazzo Vecchio, sul lato di via della Ninna, la Signoria manteneva un vero e proprio serraglio di leoni, con una trentina di animali, tanto che la strada si chiamava appunto via dei Leoni. La decisione di tenere leoni vivi in un serraglio, fu presa per rendere onore a Guglielmo, fratello del Re di Scozia Malcolm IV, al quale successe nel 1165. Guglielmo, detto Il Leone, perché aveva raffigurato questo animale nello stemma, aveva fatto un buon governo per Firenze e la città gli era riconoscente. Questi leoni dapprima furono messi in un locale terreno accanto alla torre del Guardamorto, in piazza San Giovanni e, nel secolo XIII, furono trasferiti in piazza Signoria, dietro il palazzo, fra l'attuale via dei Leoni e la via dei Gondi, dov'era la torre del Guardingo. Nel 1550 il serraglio fu messo in via del Maglio (l'attuale via Lamarmora), accanto al giardino dei Semplici, dove rimase fino al 1777, quando il granduca Pietro Leopoldo di Toscana lo abolì. Al tempo della Repubblica, il personaggio incaricato della direzione del serraglio doveva essere nobile, pagare da trenta anni le Gravezze (tasse) e doveva portare la barba lunga, contrariamente all'uso del tempo, come è scritto in una Riformagione del XIV secolo.
La statua del Marzocco ed il suo basamento erano in pietra serena (nei testi contemporanei era chiamata pietra di macigno), essendo all'esterno, con il tempo fu sottoposta alle offese meteorologiche tanto che nel 1490 fu richiesto a Benedetto da Maiano un nuova sostegno, stavolta in marmo, con raffigurati i simboli dei quartieri fiorentini (oltre a quelli della Repubblica). Con il tempo anche la statua del Marzocco subì l'erosione e nel primo ottocento fu sostituita dal Marzocco donatelliano. Questi, in origine, era posto nei locali del cosiddetto "Laterano Fiorentino" cioè nel Convento di S.Maria Novella su un alto sostegno, poi ridotto in relazione alle modifiche strutturali dell'edificio. Il fatto che il sostegno sia lungo mt 1,80 rispetto ai 50 cm della larghezza fa ritenere che il Marzocco ubicato fra la metà del XIV secolo e gli inizi del XIX secolo fosse disteso mentre il Marzocco donatelliano è semiseduto sulle zampe posteriori e con l'anteriore destra si appoggia solennemente allo scudo con il giglio mentre la sinistra costituisce un punto d'appoggio. Lo sguardo del leone è volto lontano ed è espressione di fierezza fermezza e maestosità. Oggi le opere sono riunite al Museo del Bargello (Sala di Donatello) 
Il Marzocco serviva anche per segnare il territorio: ad esempio, lo storico e pittore Leone Cobelli da Forlì racconta di aver eseguito egli stesso un marzocco fiorentino come decorazione di un orologio da torre a Castrocaro, avamposto settentrionale di Firenze in Romagna, nei pressi di Forlì.
Il Marzocco di Donatello è oggi conservato nel Museo del Bargello e in copia in Piazza della Signoria davanti a Palazzo Vecchio ove una volta l'anno, in occasione della festa di San Giovanni Battista, patrono di Firenze, l'Ordine di Parte Guelfa lo celebra attraverso il tradizionale rito dell'incoronazione. 
Nella zona di Firenze il simbolo è anche molto usato come decorazione di cancelli, mura, e così via; ma lo si ritrova anche in altre zone della Toscana. 
Ad Anghiari, nell'aretino, il Palazzo del Marzocco ospita il museo che ricorda la storica battaglia combattuta nella piana antistante la città tra i fiorentini e le truppe milanesi. A Livorno, la Torre del Marzocco costruita dai fiorentini nel XV secolo come fanale per il porto, poi piazza per artiglieria era sormontata da una banderuola di rame, a forma di leone rampante.
A Montepulciano è presente la Colonna del Marzocco che rappresenta il leone fiorentino che tiene lo scudo simbolo del Comune di Montepulciano questo a rappresentare la protezione di Firenze su Montepulciano